# Brunei
O Brunei (pronunciado em português europeu: [bɾuˈnɐj]; pronunciado em português brasileiro: [bɾuˈnej]), oficialmente Estado de Brunei Darussalam ou Darussalã (em malaio: Negara Brunei Darussalam, em jawi: نڬارا بروني دارالسلام), é um estado soberano localizado na costa norte da ilha de Bornéu, no Sudeste Asiático. Além de seu litoral com o mar da China Meridional, é completamente cercado pelo estado de Sarauaque, na Malásia, e é dividido em duas partes pelo distrito de Sarauaque, Limbang. É o único estado soberano situado completamente na ilha de Bornéu, com o restante da ilha formando partes da Malásia e Indonésia. A população de Brunei era estimada em 423 196 em 2016.
As reivindicações oficiais da história nacional do Brunei podem traçar suas origens ao século VII, quando era um estado sujeito chamado P'o-li, na Sumatra, centro do Império Serivijaia. Ele mais tarde se tornou um Estado vassalo de Java, centro do império Majapait. Brunei se tornou um sultanato, no século XIV, sob o recém-convertido sultão islâmico Xá Maomé.
No auge do Império do Brunei, o sultão Bolkiah (reinando de 1485–1528) tinha controle sobre as regiões do norte de Bornéu, incluindo a moderna Sarauaque e Sabá, bem como o arquipélago de Sulu ao largo da ponta nordeste de Bornéu, Seludong (hoje a Manila moderna) e as ilhas ao largo da ponta noroeste de Bornéu. A talassocracia foi visitada pelos espanhóis da expedição de Magalhães em 1521 e lutaram pela Espanha em 1578 na Guerra de Castela. O Império do Brunei começou a declinar, atingindo sua forma moderna em 1890 após o progressivo século XIX cedendo Sarauaque para o Reino de Sarauaque e Sabá sendo cedida a Companhia Privilegiada do Bornéu do Norte. O Brunei se tornou um protetorado britânico em 1888 e foi atribuído um residente britânico em 1906. Nos anos após a ocupação de guerra japonesa durante a Segunda Guerra Mundial, ele formalizou uma constituição e lutou numa rebelião armada. O Brunei recuperou a sua independência do Reino Unido em 1 de Janeiro de 1984. O crescimento econômico durante os anos 1970 e 1990, com média de 56% de 1999 a 2008, transformou o Brunei em um país recém-industrializado; Brunei tem o segundo maior índice de desenvolvimento humano entre as nações do sudeste asiático depois de Singapura.
De acordo com o Fundo Monetário Internacional (FMI), Brunei é classificado em 5º no mundo em produto interno bruto per capita em paridade de poder aquisitivo. A revista Forbes também classificou Brunei como a quinta nação mais rica entre 182 nações, devido à sua extensa área de petróleo e de gás natural.
O país foi considerado "não livre" em 2019 pela Freedom House.

## Etimologia
Segundo a lenda, o Brunei foi fundado por Awang Alak Betatar. Seu movimento de Garang, lugar onde hoje é o distrito de Temburong, para o estuário do rio Brunei levou à descoberta do país. Segundo a lenda, após o pouso, ele exclamou: "Baru nah! " (vagamente traduzido como "aí está", ou "eis!"), a partir do qual o nome "Brunei" (assim como o nome da ilha de Bornéu) foi derivado.
Foi rebatizado "Barunai" no século XIV, possivelmente influenciado pelo sânscrito da palavra "varuṇ" (वरुण), o qual significa "oceano" ou mitológica "regente do oceano". A palavra "Bornéu" é da mesma origem. O nome completo do país é "Negara Brunei Darussalam"; darussalam (em árabe: دار السلام) significa "Morada da Paz", enquanto negara significa "país" em malaio.

## História

### História antiga

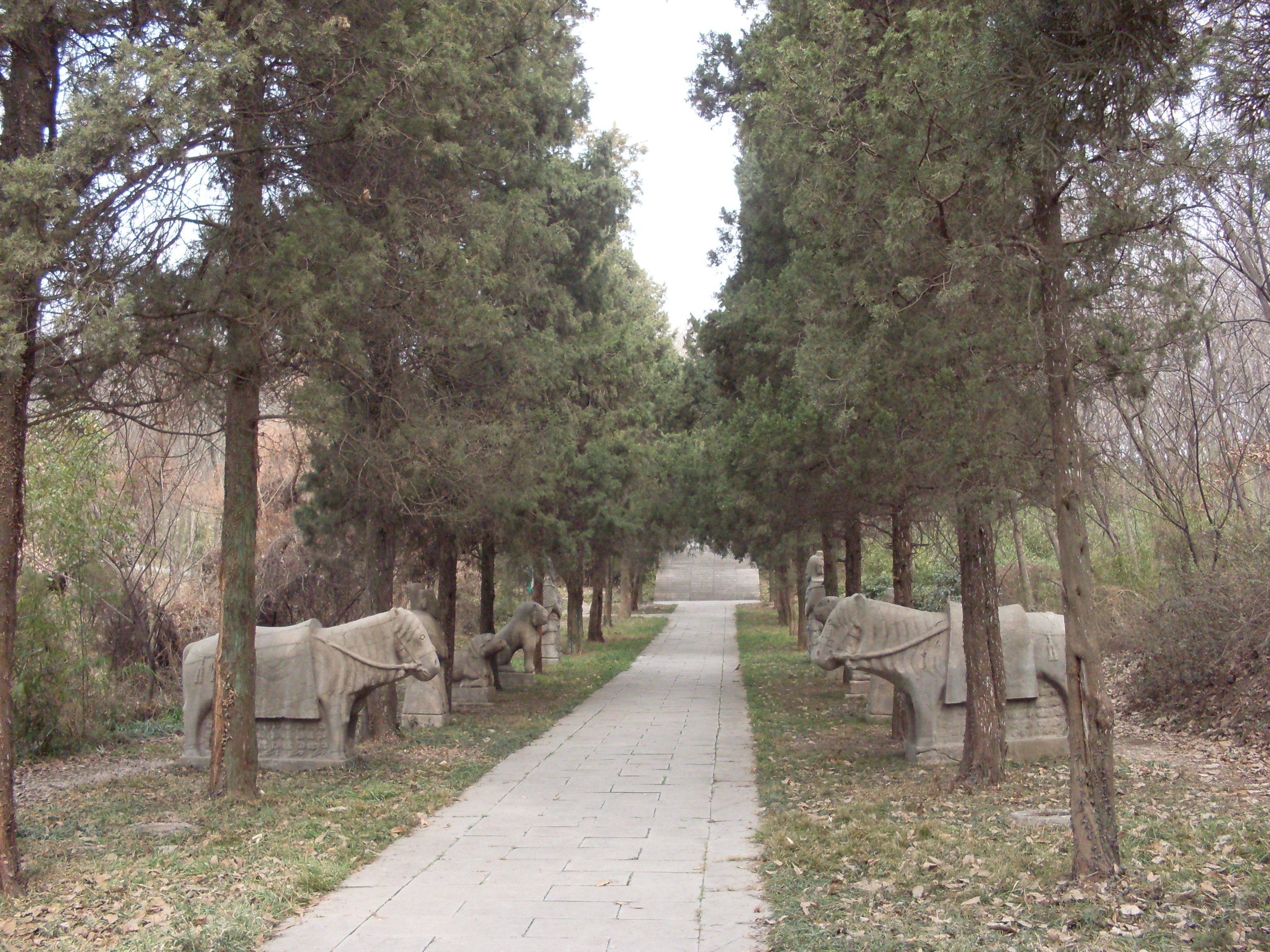
O túmulo de Abdul Majid Hassan, governante de "Poli", em Nanquim

Na ausência de mais fontes e provas, os estudiosos criaram uma história antiga do Brunei, que baseia-se principalmente em interpretações flexíveis de textos em chinês. Esta primeira parte diz: registros chineses do século VI mencionam um estado chamado Po-li na costa noroeste de Bornéu. No século VII, as contas chinesas e árabes indicarão um lugar chamado Vijaiapura, que acredita-se ter sido fundado por membros da família real de Funan. Acredita-se que eles desembarcaram na costa noroeste de Bornéu com alguns de seus seguidores. Eles, então, capturaram P'o-li e renomearam-a de território "Vijaiapura" (que significa "vitória" em sânscrito). Em 977, os registros chineses começaram a usar Po-ni, em vez de Vijaiapura para se referir ao Brunei. Em 1225 um funcionário chinês chamado Chua Ju-Kua informou que Brunei tinha 100 navios de guerra para proteger seu comércio e que havia uma grande quantidade de ouro no reino. Outro relatório em 1280 descreveu que Po-ni controlava grandes partes da ilha do Bornéu, atualmente as regiões de Sabá e Sarauaque, Sulu e algumas partes da Filipinas. No século XIV, Po-ni tornou-se um estado vassalo de Majapait, e teve de pagar um pagamento anual de 40 Katis de cânfora. Po-ni foi atacada e teve seu tesouro e ouro saqueados pelos sulus em 1369. Uma frota de Majapait conseguiu afastar os sulus, mas Po-ni tornou-se muito mais fraca após o ataque. Um relatório chinês de 1371 descreve Po-ni como pobre e totalmente controlada por Majapait.
O poder do Sultanato do Brunei estava no seu auge, entre os séculos XV e XVII, com o seu poder que se estendia do norte de Bornéu para sul das Filipinas.
Por volta do século XVI, o islamismo firmemente se enraizou no Brunei, o país havia construído uma de suas maiores mesquitas. Em 1578, Alonso Beltrán, um viajante espanhol a descreveu com cinco andares de altura e construída sobre a água.

### Guerra contra Espanha e declínio
A influência europeia gradualmente trouxe um fim ao poder regional, como Brunei entrou em um período de declínio agravado por conflitos internos sobre a sucessão real. Pirataria também foi prejudicial para o reino. A Espanha declarou guerra em 1578, atacando e capturando a capital de Brunei, na época, Kota Batu. Isto foi conseguido como resultado, em parte, da assistência prestada a eles por dois nobres de Brunei, Pengiran Seri Lela e Pengiran Seri Ratna. O primeiro tinha viajado para Manila para oferecer Brunei como um tributário da Espanha, para ajudar a recuperar o trono usurpado por seu irmão, Saiful Rijal. Os espanhóis concordaram que, se eles conseguissem conquistar Brunei, Pengiran Seri Lela iria se tornar definitivamente o Sultão, enquanto Pengiran Seri Ratna seria o novo Bendahara. Em março de 1578, a frota espanhola, liderada si mesma por Francisco de Sande, agindo como Capitão-general, começou sua viagem para Brunei. A expedição foi de 400 espanhóis, 1,5 mil filipinos nativos e 300 nativos de Bornéu. A campanha foi uma das muitas, que também incluía a ações em Mindanau e Sulu.
Os espanhóis conseguiram invadir a capital em 16 de abril de 1578, com a ajuda de Seri Pengiran Lela e Seri Pengiran Ratna. O sultão Saiful Rijal e Paduka Seri Begawan Sultan Abdul Kahar fora forçado a fugir para Meragang então Jerudong. Em Jerudong, fizeram planos para perseguir o exército conquistador longe de Brunei. Os espanhóis sofreram grandes perdas devido à cólera ou o surto de disenteria. Eles foram tão enfraquecidos pela doença que decidiram abandonar Brunei para retornar a Manila em 26 de junho de 1578, depois de apenas 72 dias. Antes de fazer isso, eles queimaram a mesquita, uma estrutura alta, com um teto de cinco níveis.
Pengiran Seri Lela morreu entre agosto e setembro de 1578, provavelmente da mesma doença que afligira seus aliados espanhóis, embora não houvesse suspeita de que ele poderia ter sido envenenado por decisão do sultão. A filha de Seri Lela partiu com o espanhol e passou a se casar com um cristão Tagalog, chamado Agustín de Legazpi de Tondo.
As contas locais de Brunei diferem muito da visão geralmente aceita dos acontecimentos. A Guerra castelhana entrou na consciência nacional como um episódio heroico, com os espanhóis sendo conduzidos por Bendahara Sakam, supostamente uma decisão do irmão do sultão, e mil guerreiros nativos. Esta versão, no entanto, é contestada pela maioria dos historiadores e considerando uma lembrança de um herói folclórico, provavelmente criado décadas ou séculos depois.
Não obstante o recuo, Brunei perdeu uma série de territórios para a Espanha, incluindo a ilha de Lução.

### Invasão britânica

Mapa da região do Brunei desde 1890

Os britânicos tiveram de intervir nos assuntos do Brunei em um número de ocasiões. O Reino Unido atacou o Brunei em julho 1846, devido a divergências quanto a quem possuía o direito de sultão.
Na década de 1880, como o declínio do Império do Brunei continuava, o Sultão Hashim Jalilul Alam Aqamaddin apelou aos britânicos para deter os dirigentes Rajás brancos do vizinho Reino de Sarauaque de particionamento e anexação do território de Brunei. O "Tratado de Proteção" foi negociado por Sir Hugh Low e entrou em vigor em 17 de setembro de 1888. O tratado fez com que o Sultão "não pudesse ceder ou locar qualquer território a potências estrangeiras sem o consentimento britânico"— mas também permitiu a Grã-Bretanha o controle sobre os assuntos externos de Brunei, que se tornou um protetorado britânico. Esse protetorado continuou até 1984. Quando o Reino de Sarauaque anexou o distrito Pandaruan de Brunei em 1890, os britânicos não tomaram nenhuma ação para impedi-lo porque não consideram nem Brunei, nem o Reino de Sarauaque como "poderes estranho" (pelo Tratado de Proteção) para os britânicos. Essa anexação final por Sarauaque deixou Brunei com uma pequena massa de terra corrente e separada em duas partes.

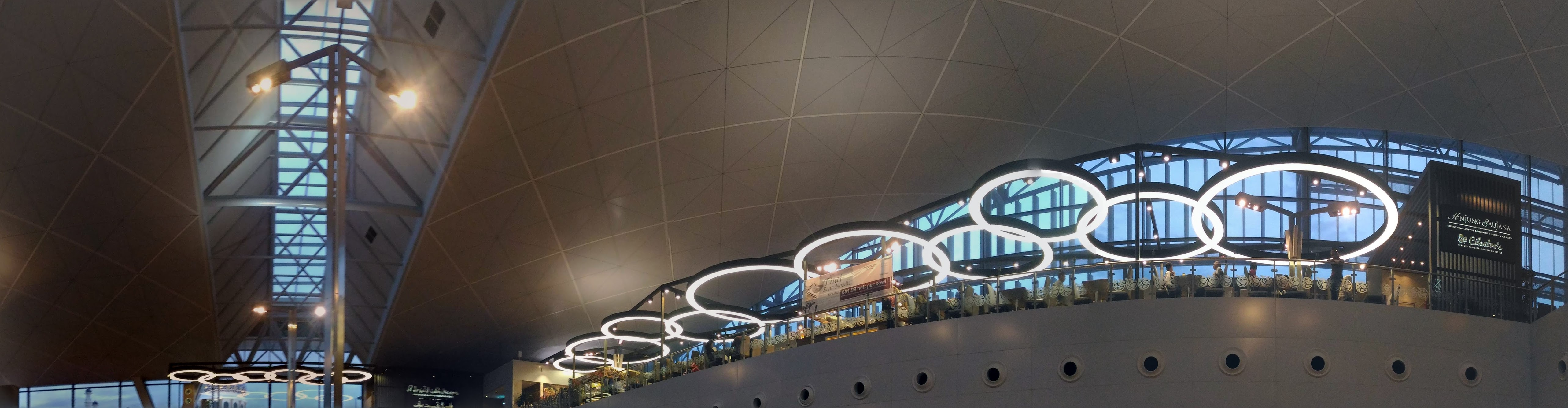
O Aeroporto Internacional de Brunei Arrival Hall

Moradores britânicos foram introduzidos em Brunei sobre Acordo de Abrigo Complementar do protetorado em 1906. Os moradores foram para aconselhar o sultão em todos os assuntos de administração. No entanto, o residente assumiu o controle mais executivo do que o sultão. O sistema Residencial terminou em 1959.

### Descoberta do óleo
Em 1929 fora descoberto na região o petróleo por dois homens, F.F. Marriot e T.G. Cochrane, eles descobriram o petróleo perto de Seria, a descoberta ocorreria originalmente dois anos antes, em 1927. Eles informaram um geofísico que estavam realizando uma pesquisa lá, em 12 de julho de 1928, aconteceu a primeira perfuração. O petróleo foi atingido em 297 metros em 5 de Abril de 1929. A produção de petróleo aumentou consideravelmente na década de 1930. Em 1940, a produção de petróleo estava em mais de seis milhões de barris. Até hoje o poço perfurado na década de 1940 continua a jorrar. A British Malayan Petroleum Company — hoje a atual Brunei Shell Petroleum Company —, foi formada em 22 de julho de 1922. O primeiro poço extraterritorial foi perfurado em 1957. Petróleo e gás natural têm sido a base do desenvolvimento e da riqueza de Brunei, desde o final do século XX.

### Invasão japonesa

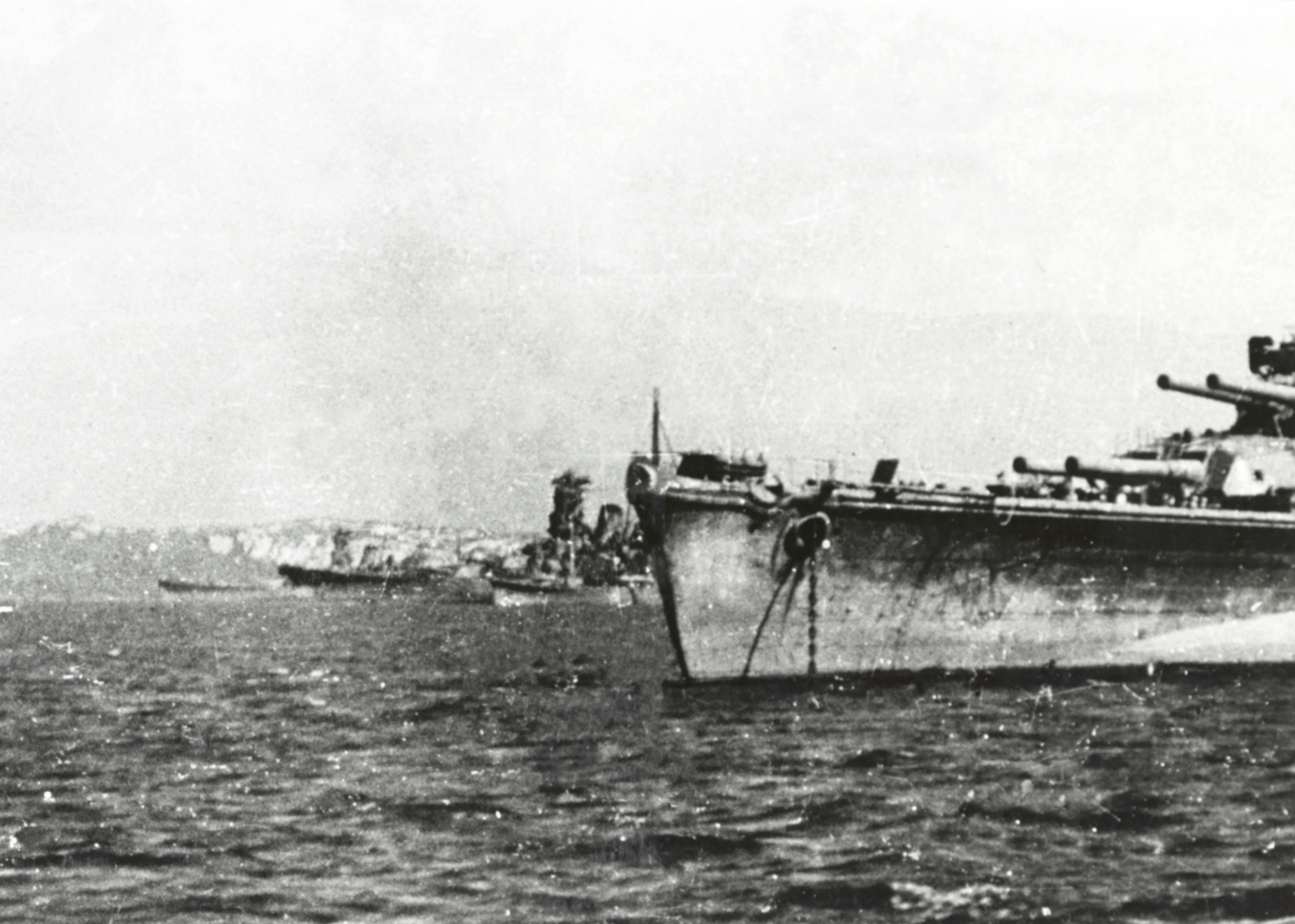
Navios de guerra japoneses em Brunei em outubro de 1944

Os japoneses invadiram Brunei em 16 de dezembro de 1941, oito dias após o ataque a Pearl Harbour. Eles desembarcaram 10 000 soldados do Distanciamento Kawaguchi de Cam Ranh Bay em Kuala Belait. Depois de seis dias de combate ocuparam todo o país. As únicas tropas aliadas na área eram o 2º Batalhão do 15º Regimento de Punjab, com base em Kuching, Sarauaque.
Depois que Brunei foi ocupada, os japoneses fizeram um acordo com Sultão Ahmad Tajuddin sobre governar o país. Inche Ibrahim (conhecido mais tarde como Pehin Datu Perdana Menteri Dato Laila Utama Awang Haji Ibrahim), um ex-secretário do residente britânico, Ernest Edgar Pengilly, foi nomeado Diretor Administrativo sob a Governo japonês. Os japoneses tinham proposto que Pengilly mantivesse a sua posição sob a sua administração, mas ele recusou. Tanto ele quanto outros cidadãos britânicos ainda em Brunei foram então internados pelos japoneses no acampamento Batu Lintang em Sarauaque. Ibrahim, enquanto as autoridades britânicas estavam sob a guarda japonesa, fez questão de, pessoalmente, apertar a mão de cada um deles e desejar-lhes boa sorte.
O Sultão manteve o seu trono e recebeu uma pensão e honras pelos japoneses. Durante a última parte da ocupação residiu em Tantuya, Limbang que tinha uma relação um pouco melhor com os japoneses. A maioria dos funcionários do governo malaio foram retidos pelos japoneses. Administração de Brunei foi reorganizada em cinco prefeituras, que incluía o protetorado britânico de Bornéu do Norte. As prefeituras incluíam Baram, Labuão, Lawas e Limbang. Ibrahim conseguiu esconder uma série de documentos importantes dos japoneses durante a ocupação. Pengiran Yusuf (mais tarde YAM Pengiran Setia Negara Pengiran Haji Mohd Yusuf), juntamente com outros bruneianos foram enviados ao Japão para o treinamento. Yusuf teve a sorte de sobreviver como ele estava em Hiroshima quando a bomba atômica foi lançada.
Os britânicos tinham previsto um ataque japonês, mas não tinham os recursos para defender a área por causa de seu envolvimento na guerra na Europa. As tropas do Regimento de Punjab preencheram os poços de petróleo do campo de Seria com concreto em setembro de 1941 para negar a sua utilização aos japoneses. Os equipamentos e instalações restantes foram destruídos quando os japoneses invadiram a Malásia. Até o final da guerra, 16 poços de Miri e Seria haviam sido reinstalados, com a produção atingindo cerca da metade do nível de antes da guerra. A produção de carvão em Muara também foi reiniciada, mas com pouco sucesso.

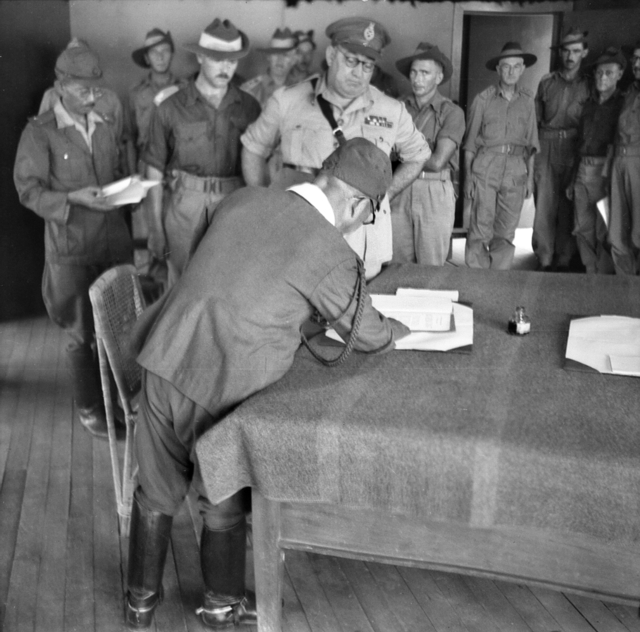
Major-General Wootten da 9ª Divisão Australiana com o Tenente-General Masao Baba da 37ª Divisão japonesa na cerimônia de rendição em Labuão, em 10 de setembro de 1945

Durante a ocupação, os japoneses tiveram sua língua ensinada nas escolas, e os oficiais do governo foram obrigados a aprender japonês. A moeda local foi substituída pela que viria a ser conhecido como duit pisang (dinheiro de banana). De 1943 a hiper-inflação destruiu o valor da moeda e, ao final da guerra, esta moeda não valia nada. Ataques aliados no transporte eventualmente fizeram o comércio parar. Alimentos e remédios caíram em falta, e a população sofreu com a fome e doenças.
A pista do aeroporto foi construída pelos japoneses durante a ocupação, e em 1943 as unidades navais japonesas estavam baseadas em Brunei Bay e Labuão. A base naval foi destruída por bombardeios dos Aliados, mas a pista do aeroporto sobreviveu. O mecanismo foi desenvolvido como um aeroporto público. Em 1944, os Aliados iniciaram uma campanha de bombardeio contra os ocupantes japoneses, que destruíram grande parte da cidade e Kuala Belait, mas erraram Kampong Ayer.
Em 10 de junho de 1945, a 9ª Divisão Australiana desembarcou em Muara sob a Operação Oboe Six para recapturar Bornéu dos japoneses. Eles foram apoiados por unidades aéreas e navais americanas. A cidade de Brunei foi bombardeada extensivamente e recapturada após três dias de intensos combates. Muitos prédios foram destruídos, incluindo a Mesquita. As forças japonesas em Brunei, Bornéu, e Sarauaque, sob o tenente-general Masao Baba, renderam-se formalmente em Labuão em 10 de setembro de 1945. A Administração Militar Britânica assumiu a partir dos japoneses e permaneceu até julho de 1946.

### Após-Segunda Guerra Mundial
Após a Segunda Guerra Mundial, um novo governo foi formado em Brunei sob a Administração Militar Britânica (BMA). Ela consistia principalmente de oficiais australianos e militares. A administração de Brunei foi entregue à Administração Civil em 6 de julho de 1945. O Conselho Estadual de Brunei também foi revivido naquele ano. A BMA também foi encarregada de zelar pela economia bruneiana, que foi amplamente danificada pelos japoneses durante a ocupação. Eles também foram incumbidos de apagar os incêndios iniciados nos poços de Seria, que foi iniciado pelos japoneses antes da sua derrota. Antes de 1941, o governador de Assentamentos Straits com base em Cingapura foi responsável pelas funções do alto Comissário britânico para Brunei, Sarauaque e Bornéu do Norte (hoje Sabá). O primeiro alto comissário britânico para Brunei foi o governador de Sarauaque, Sir Charles Clarke Ardon. O Pemuda Barisan ("Movimento da Juventude") (abreviado como BARIP) foi o primeiro partido político a ser formado em Brunei. Ela foi formada em 12 de abril de 1946. Os objetivos do partido eram de "preservar a soberania do sultão e do país, e para defender os direitos dos malaios". BARIP também contribuiu para a formação do Hino Nacional do país. O partido foi dissolvido em 1948 devido à inatividade.
Em 1959, uma nova constituição foi escrita declarando Brunei um estado de auto-governo, enquanto suas relações exteriores, segurança e defesa permanecessem por responsabilidade do Reino Unido. Houve uma pequena rebelião contra a monarquia, em 1962, que foi suprimida com a ajuda do Reino Unido. Este evento ficou conhecido como a Revolta de Brunei e foi em parte responsável pelo fracasso para a criação da Federação do Bornéu do Norte. A rebelião parcialmente afetou a decisão de Brunei optar por sair da Federação da Malásia.
Brunei ganhou sua independência do Reino Unido em 1 de janeiro de 1984. O Dia Nacional oficial, que celebra a independência do país, no entanto, é realizada em 23 de fevereiro, devido à tradição.

### Criação da constituição
Em julho de 1953, o Sultão Omar Ali Saifuddien III formou uma comissão de sete membros nomeados Tujuh Serangkai para encontrar o ponto de vista dos cidadãos a respeito de uma constituição escrita para Brunei. Em maio de 1954, uma reunião com a presença do sultão, o residente e o Alto Comissariado foi realizada para discutir as conclusões da comissão. Em março de 1959, o sultão Omar Ali Saifuddien III liderou uma delegação a Londres para discutir a proposta de Constituição. A delegação britânica foi liderada por Sir Alan Lennox-Boyd, que era o Secretário de Estado para as Colônias. O Governo britânico depois aceitou o projeto de Constituição. Em 29 de setembro de 1959, do Acordo de Constituição foi assinado em Bandar Seri Begawan. O acordo foi assinado pelo Sultão Omar Ali Saifuddien III e Sir Robert Scott, o Comissário-Geral para o Sudeste Asiático. Alguns dos pontos da constituição foram:
- O sultão se tornou o Chefe Supremo do Estado;
- O país agora tem autonomia interna;
- O Governo britânico se tornou responsável pelas relações internacionais e a defesa externa do país;
- O cargo de Residente foi substituído agora por um Alto Comissário Britânico.

Cinco conselhos foram também criados:
- O Conselho Executivo;
- A Assembleia Legislativa de Brunei;
- O Conselho Privado;
- O Conselho de Sucessão;
- O Conselho do estado religioso.

## Geografia

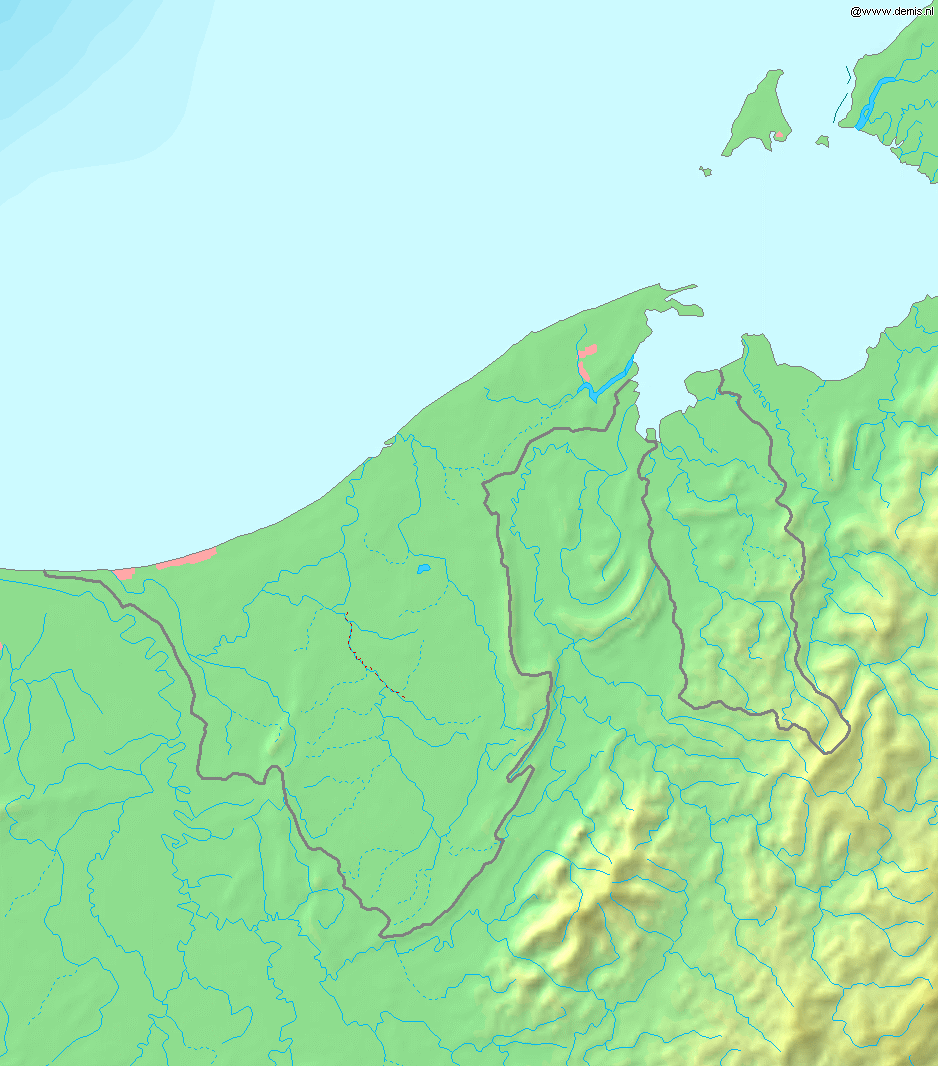
Mapa topográfico de Brunei

O Brunei está localizado na costa norte da ilha do Bornéu. Está dividido em dois territórios separados apenas pela baía do Brunei, ambos com a costa norte para o mar da China meridional, e partilha uma fronteira de 381 km com a Malásia. Tem 500 km2 de águas territoriais, e uma zona náuticas econômica exclusiva de 200 mi.
O Brunei consiste de duas partes sem ligação. Cerca de 97% da população vive na parte maior, a ocidente, enquanto que só 10 000 pessoas vivem na parte leste, montanhosa, que constitui o distrito de Temburong. As cidades principais são a capital, Bandar Seri Begawan (cerca de 46 000 habitantes), a cidade portuária de Muara e Seria. Outras cidades importantes são a cidade portuária de Muara, a cidade produtora de petróleo da Seria e sua cidade vizinha, Kuala Belait.
O ponto mais alto do país é o Bukit Pagon (1 850 m de altitude), no extremo sul da parte oriental do país, sobre a fronteira com a Malásia.
A maioria do território do Brunei está dentro da planície de chuva das florestas do Bornéu, uma ecorregião que cobre a maior parte da ilha, mas existem áreas de florestas tropicais de montanha do interior.
O clima no Brunei é tropical, com temperaturas e umidade atmosférica elevadas e muita chuva. O clima de Brunei é tropical equatorial. A temperatura média anual é de 26,1 °C (79,0 °F), com a média de abril a maio de 24,7 °C (76,5 °F) e da média de outubro a dezembro de 23,8 °C (74,8 °F).
| Mês                     | Jan   | Fev   | Mar   | Abr   | Mai   | Jun   | Jul   | Ago   | Set   | Out   | Nov   | Dez   | Ano     |
| ----------------------- | ----- | ----- | ----- | ----- | ----- | ----- | ----- | ----- | ----- | ----- | ----- | ----- | ------- |
| Temperatura máxima (°C) | 25,8  | 24,8  | 27,2  | 27,1  | 27,5  | 27,1  | 28,4  | 28,3  | 28,0  | 26,5  | 24,4  | 24,0  | 28,3    |
| Temperatura mínima (°C) | 22,1  | 22,0  | 22,5  | 23,9  | 23,9  | 24,7  | 24,1  | 24,3  | 25,3  | 23,1  | 22,2  | 23,6  | 26,2    |
| precipitação média (mm) | 277,7 | 138,3 | 113,0 | 200,3 | 239,0 | 214,2 | 228,8 | 215,8 | 257,7 | 319,9 | 329,4 | 343,5 | 2 873,9 |

### Subdivisões
O Brunei está dividido em quatro distritos, chamados de "daerah". Os distritos estão subdivididos em 38 mukims (províncias):
- Belait
- Brunei e Muara
- Temburong
- Tutong

| Classificação | Mukim               | População     | Cidade/subdivisão              | Distrito     |
| ------------- | ------------------- | ------------- | ------------------------------ | ------------ |
| 1             | Sengkurong          | 62,400        | Jerudong e Bandar Seri Begawan | Brunei-Muara |
| 2             | Gadong A & Gadong B | 59,610        | Bandar Seri Begawan            | Brunei-Muara |
| 3             | Berakas "A"         | 57,500        | Bandar Seri Begawan            | Brunei-Muara |
| 4             | Kuala Belait        | 35,500        | Kuala Belait                   | Belait       |
| 5             | Seria               | 32,900        | Seria Town (Pekan Seria)       | Belait       |
| 6             | Berakas B           | 23,400        | Bandar Seri Begawan            | Brunei-Muara |
| 7             | Sungai Liang        | 18,100        | None                           | Belait       |
| 8             | Pengkalan Batu      | aprox. 15,000 | None                           | Brunei-Muara |
| 9             | Kilanas             | aprox. 14,000 | Bandar Seri Begawan            | Brunei-Muara |
| 10            | Kota Batu           | 12,600        | Bandar Seri Begawan            | Brunei-Muara |
| 11(           | Pekan Tutong        | 12,100        | Pekan Tutong                   | Tutong       |
| 12            | Mentiri             | 10,872        | None                           | Brunei-Muara |
| 13            | Serasa              | aprox. 10,000 | Muara Town (Pekan Muara)       | Brunei-Muara |
| 14            | Kianggeh            | 8,540         | Bandar Seri Begawan            | Brunei-Muara |
| 15            | Burong Pinggai Ayer | aprox. 8,200  | Bandar Seri Begawan            | Brunei-Muara |
| 16            | Keriam              | 8,000         | None                           | Tutong       |
| 17            | Lumapas             | 7,458         | Bandar Seri Begawan            | Brunei-Muara |
| 18            | Kiudang             | 7,000         | None                           | Tutong       |
| 19            | Saba                | aprox. 6,600  | Bandar Seri Begawan            | Brunei-Muara |
| 20            | Sungai Kedayan      | aprox. 6,000  | Bandar Seri Begawan            | Brunei-Muara |

## Demografia

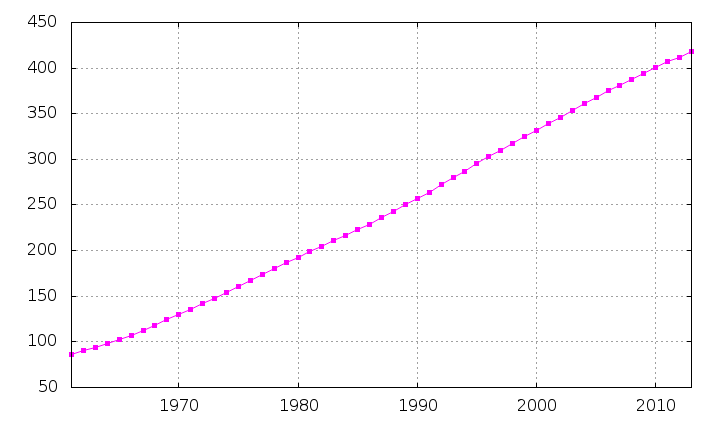
Evolução gráfica da população de Brunei

A população de Brunei, em julho de 2020 foi de 460 345 dos quais 76% vivem em áreas urbanas. A expectativa de vida média é de 76,37 anos. Em 2004, 66,3% da população eram malaios, 11,2% eram chineses, 3,4% eram indígenas, com grupos menores que compõem o resto.
A língua oficial de Brunei é o malaio. Existe um movimento para expandir o uso da língua no país. A principal língua falada é o Melayu Brunei (Brunei Malaio). O Brunei malaio é bastante divergente do padrão malaio e do resto dos dialetos malaios, sendo cerca de 84% cognato com a norma malaia, e é principalmente mutuamente ininteligíveis a ele. Inglês e chinês (com vários dialetos) também são amplamente falados, o inglês também é usado nos negócios e como a língua de ensino do primário ao ensino superior, e há uma relativamente grande comunidade expatriada. Bahasa Rojak, muitas vezes falado pelo povo e em alguns programas de rádio populares, é conhecido como uma "língua mista" e considerado por alguns a ser prejudicial para o malaio normal. Outras línguas faladas incluem o Kedayan, Tutong, Murut, Dusun e o Iban.

### Religião
O Islã é a religião oficial do Brunei, e dois terços da população aderem ao Islamismo. Outras religiões praticadas são o budismo (13%, principalmente pelos chineses) e cristianismo (10%). O pensamento livre, principalmente por parte dos chineses, forma cerca de 7% da população. Embora a maior parte deles praticam alguma forma de religião com elementos do budismo, confucionismo e Taoismo, eles preferem se apresentar como tendo a religião não declarada oficialmente, portanto, considerados como ateus nos censos oficiais. Os seguidores de religiões indígenas são cerca de 2% da população.
A população é proibida de celebrar o Natal, a penalidade para os que desobedecerem pode chegar a cinco anos de prisão. A proibição inclui cantar músicas natalinas e enviar cartões de Natal.

## Política e governo

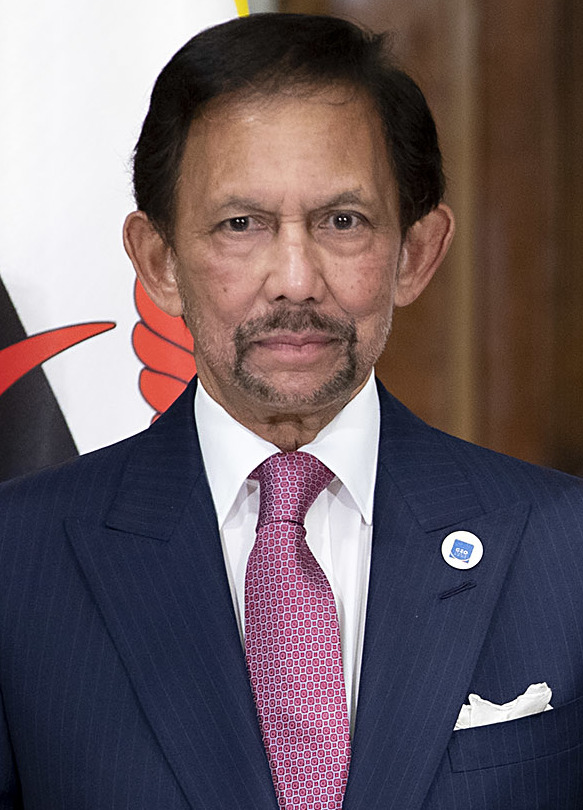
Hassanal Bolkiah, atual Sultão e Primeiro-Ministro.

Brunei é constitucionalmente um sultanato. Tem um sistema jurídico baseado no direito comum Inglês, embora substituindo este em certos casos pela xaria islâmica. Em Outubro de 2013, o Sultão Hassanal Bolkiah anunciou a intenção de impor o Código Penal da Xaria aos muçulmanos do país, que constituem cerca de dois terços da população, o que seria implementado em três fases, culminando em 2016.
O sistema político do país é regido pela Constituição e pela tradição da monarquia islâmica malaia, o conceito de "Melayu Islam Beraja" (MIB). Os três componentes cobertos pela MIB são a cultura malaia, a religião islâmica e o quadro político sob a monarquia.
Não existe um parlamento eleito mas, em Setembro de 2004, o Sultão convocou um conselho legislativo nomeado por ele. O sultão acumula as funções de chefe de estado e de governo do país; o atual sultão, Hassanal Bolkiah, foi coroado em 1984 e tem como herdeiro legitimo designado seu filho mais velho, o príncipe Al-Muhtadee Billah, que também possui cargos na política de seu país.
Desde a formação da Constituição de 1959, o sultão possui autoridade executiva plena  — incluindo poderes de emergência desde 1962 -,o que é renovado a cada 2 anos.

### Símbolos nacionais
A bandeira nacional foi criada em 29 de setembro de 1959 quando o território era um protetorado britânico. Quando o Brunei obteve a sua independência definitiva, a 1 de Janeiro de 1984 esta bandeira foi adotada oficialmente. Esta é composta por uma bandeira amarela atravessada no sentido do canto superior esquerdo para o canto inferior direito por duas listras de cor preta e branca (a branca por cima) e ao centro o escudo do país. O escudo é constituído por uma meia-lua, que representa o Islão, do guarda-sol real (chamado Payung Ubor-Ubor) que representa a monarquia, as luvas nas laterais e, por baixo, a inscrição em árabe Brunei Darussalam y la shahada.
O emblema é destacado na Bandeira do Brunei. Ele foi originalmente adotado em 1932. Há cinco componentes principais no emblema nacional. Eles são a bandeira, a cúpula real, o ala, as mãos, e as crescentes. Sobre o crescente está escrito, em escrita árabe, o lema nacional: "Sempre em serviço com orientação de Deus". Abaixo está uma bandeira com o nome da nação, também escrita em árabe, "Brunei Darussalam" ou Brunei, terra de paz. As asas simbolizam proteção da justiça e da paz. Abaixo destes está o crescente que é o símbolo do Islã, a religião nacional de Brunei. As mãos simbolizam o governo que tem o dever de proteger as pessoas.
Allah Peliharakan Sultan é a denominação oficial dada pelo sultão de Brunei ao seu hino nacional.

### Relações Exteriores

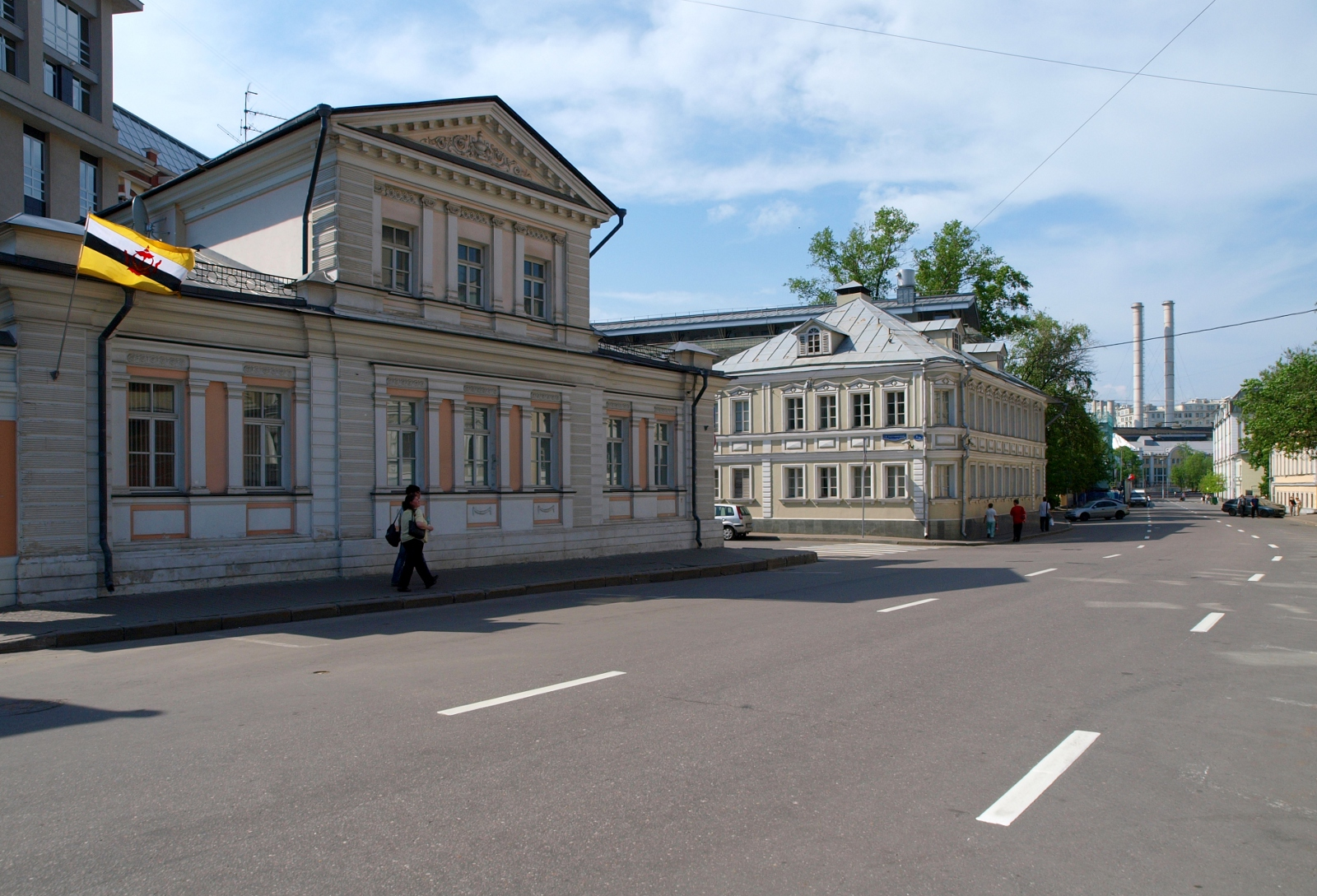
Embaixada do Brunei em Moscou, Rússia

O Brunei aderiu à Associação de Nações do Sudeste Asiático (ASEAN) em 7 de janeiro de 1984  — uma semana após retomar a plena independência  — e dá a sua adesão à ASEAN a mais alta prioridade nas suas relações externas. Com seus laços tradicionais com o Reino Unido, tornou-se o membro 49 da Commonwealth imediatamente no dia da sua independência em 1 de Janeiro de 1984. Mais tarde juntou-se à Organização das Nações Unidas na 39 ª Sessão da Assembleia Geral das Nações Unidas e tornou-se um membro pleno em 21 de setembro de 1984 como um meio para obter o reconhecimento de sua soberania e independência total da comunidade mundial.
Brunei é reconhecido por todas as nações do mundo. Ele compartilha uma estreita relação com seus vizinhos como as Filipinas e outros países, como Singapura. Em abril de 2009, Brunei e Filipinas assinaram um Memorando de Entendimento (MOU), que visa reforçar a cooperação bilateral entre os dois países nos domínios da agricultura,comerciais e de investimentos.
Brunei é uma das muitas nações que reivindicam algumas das disputadas lhas Spratly. O estado de Limbang como parte de Sarauaque foi disputada por Brunei desde que a área foi anexada, em 1890. A questão teria sido resolvida em 2009, com o Brunei concordando em aceitar a fronteira em troca de desistir das reivindicações de campos de petróleo para a Malásia em águas bruneianas. O governo, porém, nega e diz que sua reivindicação sobre Limbang nunca foi abandonada.

### Forças armadas

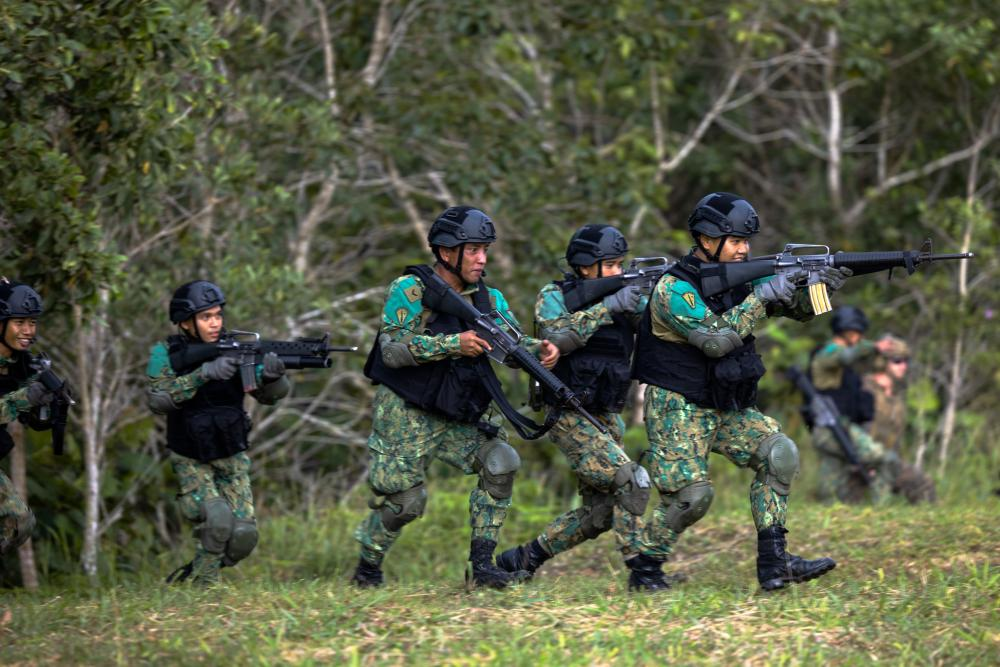
Militares do exército de Brunei.

Brunei mantém três batalhões de infantaria estabelecidos em todo o país. A Marinha de Brunei tem vários "ijtihad", uma classe de barcos-patrulha comprados de um fabricante alemão. O Reino Unido ainda mantém uma base em Seria, o centro da indústria do petróleo em Brunei. O Gurkha consistindo de 1,5 mil soldados ainda opera no país. A base permaneceu em Seria,devido a um acordo assinado entre os dois países.
Um helicóptero Bell 212 operado pela Força Aérea caiu em Kuala Belait em 20 de julho de 2012, com a perda de 12 dos 14 tripulantes a bordo. O acidente é o pior incidente da aviação na história do Brunei.

### Corrupção
Em 1998, o príncipe Jefri Bolkiah, irmão mais novo do sultão, foi afastado de empresas estatais por má administração e pela falência de uma empresa estatal, a Amedeo Development Corporation, que acumulou prejuízos de US$ 14,8 bilhões e 23 mil novos desempregados. O sultão, que antes era considerado um dos homens mais ricos do mundo, teve sua fortuna diminuída de US$ 40 bilhões para US$ 10 bilhões. Ele então processou o irmão, que desde 2004 vive em exílio.

## Economia

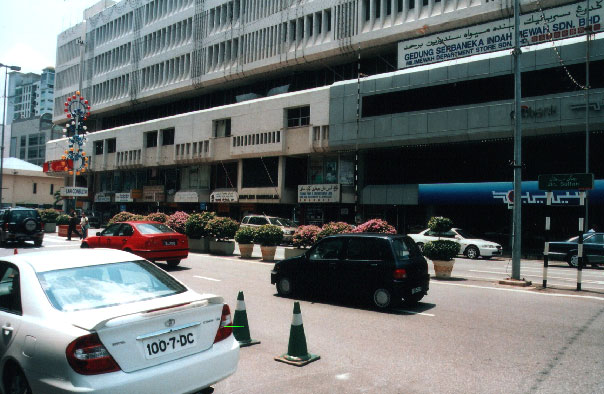
Jalan Sultan ("Rodovia do Sultão") em Bandar Seri Begawan

Esta pequena e rica economia é uma mistura de empreendedorismos estrangeiros e domésticos, regulamentações governamentais, medidas de bem-estar e tradições de aldeias.
A economia de Brunei baseia-se, fundamentalmente, nas exportações dos seus recursos minerais: o petróleo, gás natural (primeiro país em exportação de gás liquefeito) e carvão. Também há exportação florestal e a pesca. Sua agricultura é de tipo tropical com cultivo de arroz, coco e caucho. A principal riqueza do Brunei é o petróleo, descoberto na região em 1929 e que contribui para mais de metade do produto nacional bruto. Brunei faz parte do tratado internacional chamado APEC (Asia-Pacific Economic Cooperation), um bloco econômico que tem por objetivo transformar o Pacífico numa área de livre comércio e que engloba economias asiáticas, americanas e da Oceania.
A produção de petróleo bruto e gás natural responde por cerca de 90% do seu PIB. Mais de 167 mil barris de petróleo são produzidos diariamente, tornando Brunei o quarto maior produtor de petróleo do Sudeste Asiático. Também produz cerca de 895 milhões de pés cúbicos de gás natural liquefeito por dia, tornando o Brunei o nono maior exportador da produto no mundo.
Cerca de 30% dos habitantes são servidores públicos e não existem impostos sobre a renda de seus habitantes. A educação, a saúde e a moradia são gratuitas; os que não têm moradia podem se cadastrar para receber uma moradia popular com 200 metros quadrados.
Para alcançar sua meta de autossuficiência alimentar, Brunei reativou em abril de 2009 seu ambicioso projeto de plantação de arroz. Em agosto de 2009, a Família Real colheu os primeiros grãos, após anos e várias tentativas para aumentar a produção local de arroz  — uma meta idealizada meio século antes. Em julho de 2009, o país lançou um plano nacional de plantação Halal, com o objetivo de exportar para mercados estrangeiros.

## Infraestrutura

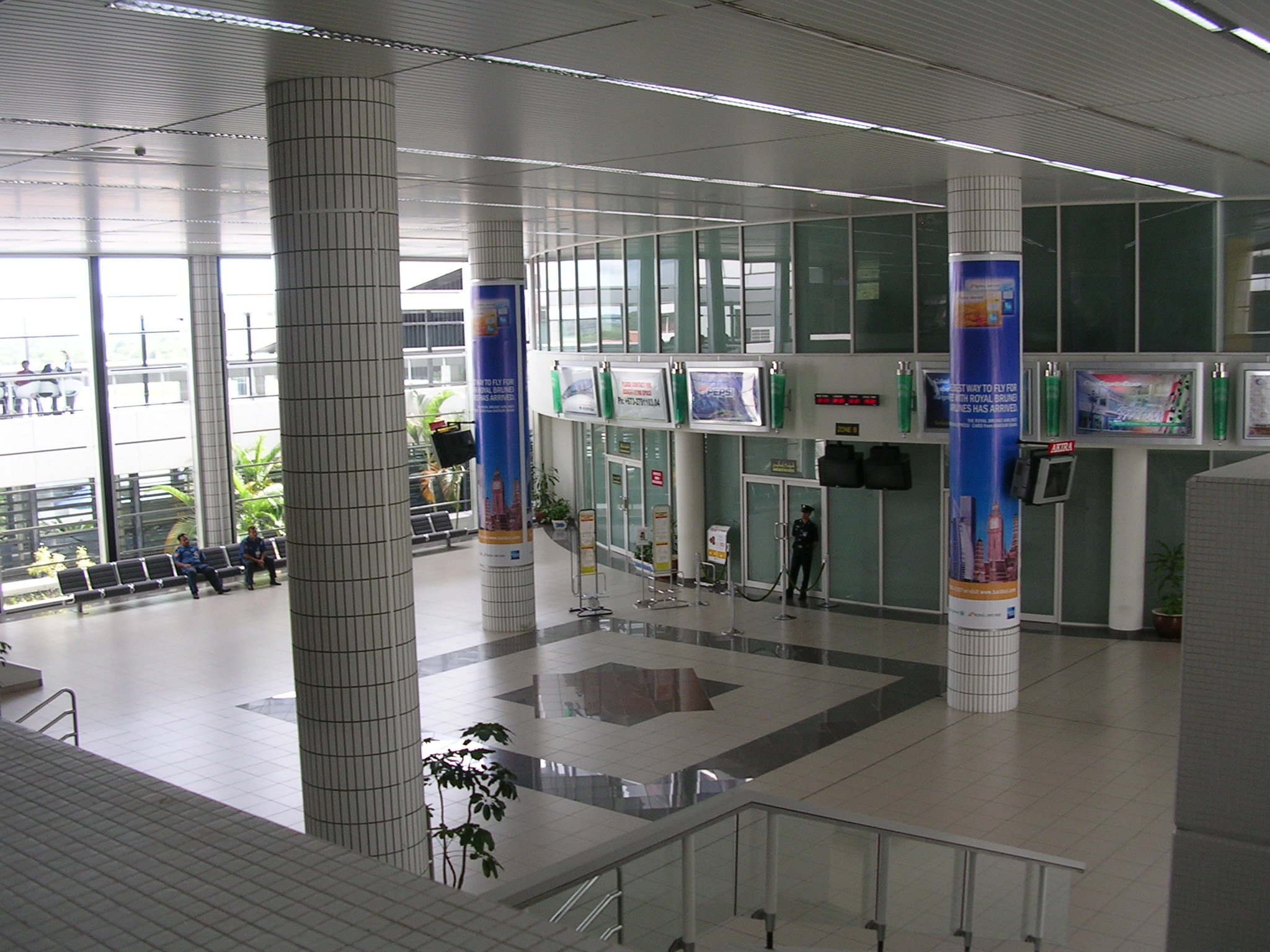
Aeroporto Internacional de Brunei

Os centros populacionais do país estão ligados por uma rede de 2.800 quilômetros de estrada. A rodovia de 135 km da Cidade Muara até Kuala Belait está sendo duplicada para uma via dupla.
Brunei é acessível pelo mar, ar e transporte terrestre. O Aeroporto Internacional de Brunei é o principal ponto de entrada para o país. A Royal Brunei Airlines é a transportadora nacional. Há uma outra pista, o Airfield Anduki, localizado na cidade de Seria. O terminal de ferry possui ligações regulares dos serviços de Muara até a cidade Labuão (Malásia). Lanchas fornecem o transporte de passageiros e mercadorias para o distrito de Temburong. A principal rodovia que atravessa Brunei é a estrada de Tutong-Muara. A rede rodoviária do país é bem desenvolvida. Brunei tem um porto marítimo principal localizado em Muara.
Com um carro particular para cada 2,09 pessoas, Brunei Darussalam tem uma das maiores taxas de propriedade de automóveis do mundo. Isto tem sido atribuído à ausência de um sistema global de transporte, taxas de importação e baixo preço da gasolina sem chumbo  — menos de 0,53 dólares de Brunei por litro.

### Saúde
A saúde em Brunei é não pública, embora custe menos de 1 dólar bruneiano por consulta para cada cidadão. Um centro de saúde criado pela Brunei Shell Petroleum está localizado em Panaga. Quando a assistência médica no país é indisponível, os cidadãos são enviados ao exterior às custas do governo.
O maior hospital de Brunei é o Raja Isteri Pengiran Anak Saleha Hospital (RIPAS), hospital que possui 538 leitos, situa-se na capital do país, Bandar Seri Begawan. Há dois centros privados de médicos, Gleneagles JPMC Sdn Bhd. e Jerudong Park Centro Médico. O Centro de Promoção da Saúde foi inaugurado em novembro de 2008 e serve para educar o público sobre a importância de uma vida saudável.
Atualmente não existe uma faculdade de medicina em Brunei, e os bruneanos que desejam tal formação frequentam universidades no exterior,principalmente na vizinha Malásia. No entanto, foi aberto o Instituto de Medicamentos na Universidade de Brunei Darussalam, com um novo prédio construído para a faculdade. O prédio inclui instalações de laboratório e pesquisa e foi concluído em 2009. Há ainda uma Escola de Enfermagem, funcionando desde 1951. Uma equipe de 58 enfermeiros gerentes foi formada em RIPAS para melhorar o serviço e fornecer cuidados médicos complementares. Em dezembro de 2008, a faculdade de enfermagem se fundiu com o Instituto de Medicamentos da Universidade de Brunei Darussalam para formar mais enfermeiros e parteiras. Ele agora é chamado de Instituto de Ciências da Saúde, o PAPRSB (Pengiran Anak Puteri Rashidah Sa'datul Bolkiah).

### Mídia e meios de comunicação
A mídia em Brunei é extremamente pró-governo. O país tem sido classificado pelo status de "não livre" pela Freedom House; críticas da imprensa ao governo e à monarquia são raras. Em 1953, o governo permitiu a criação de uma empresa de impressão e publicação, a Brunei Press PLC. A empresa continua a imprimir o diária Boletim de Bornéu em inglês. Este trabalho começou como um jornal semanal local e tornou-se um diário em 1990. Além do Boletim de Bornéu, há também a Media Permata, o jornal malaio local que circula diariamente. The Brunei Times é outro jornal inglês independente publicado em Brunei Darussalam desde 2006.
O governo de Brunei é proprietário e opera seis canais de televisão, com a introdução da TV digital usando DVB-T (RTB 1, RTB 2, RTB 3 (HD), RTB 4, 5 e RTB RTB New Media (Game portal) e cinco estações de rádio (National FM, Pilihan FM, Nur Islam FM, Harmony FM e Pelangi FM). Uma empresa malaia privada opera o sistema de televisão a cabo (Astro-Kristal), bem como uma estação de rádio privada,a Kristal FM. Ela também tem um estação de rádio online a, UBD FM que é transmitida da única universidade do país,a Universidade do Brunei Darussalam.

## Cultura

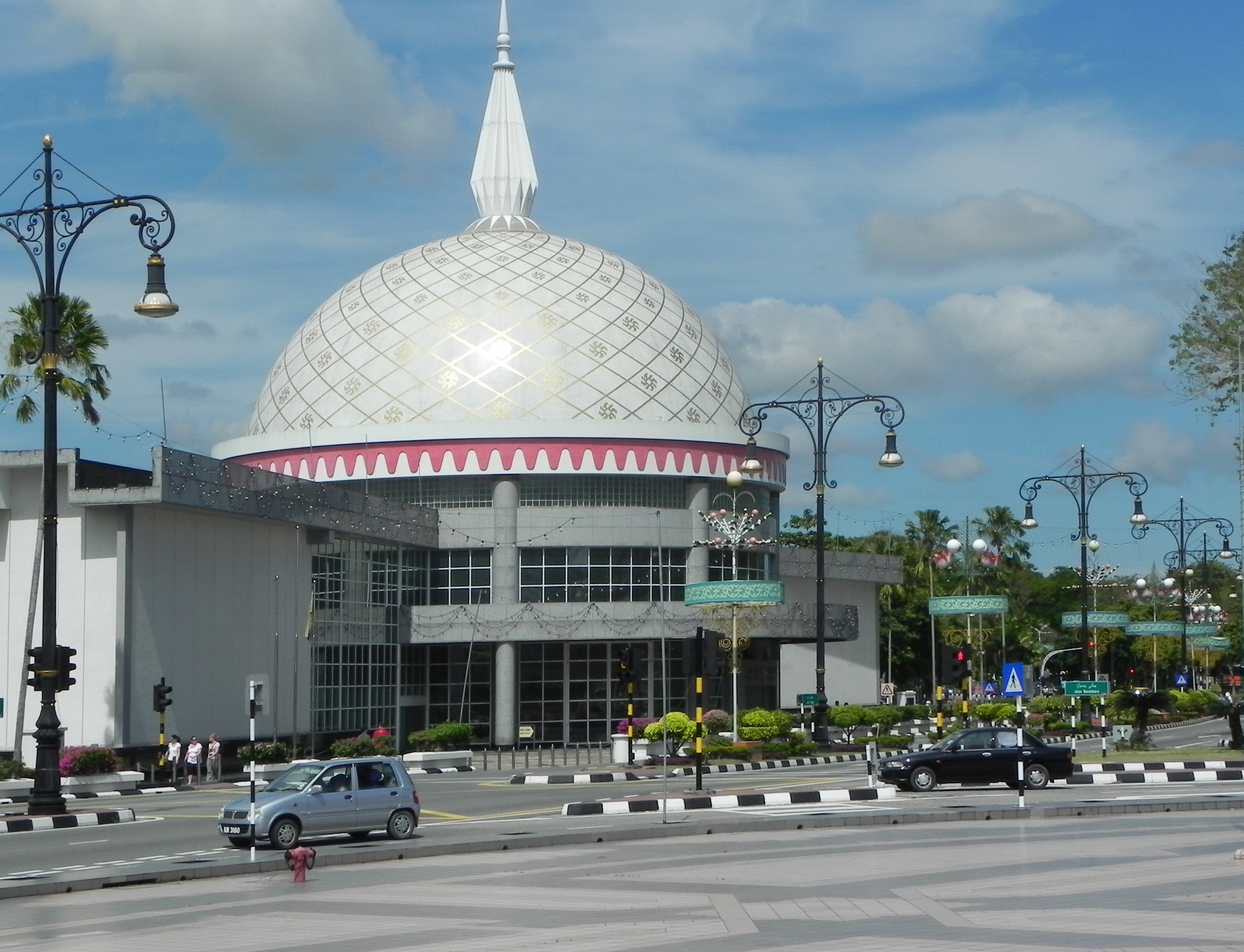
Museu real de Regalie

A cultura de Brunei é predominantemente malaia (refletindo sua etnia), com influências pesadas do Islã, mas é visto como mais conservadora do que a Malásia.
A cultura do país é essencialmente derivada do Velho Mundo malaio, que abrangeu o arquipélago malaio e deste surgiu o que é conhecido como a Civilização malaia. Baseada em fatos históricos, vários elementos culturais e civilizações estrangeiras tiveram uma mão na influência da cultura deste país. Assim, a influência da cultura pode ser atribuída a quatro períodos dominantes de animismo, hinduísmo, islamismo e do Ocidente. No entanto, foi o Islã que conseguiu encerrar suas raízes profundamente na cultura de Brunei, portanto, tornou-se um modo de vida e adotou como ideologia do Estado e da filosofia.

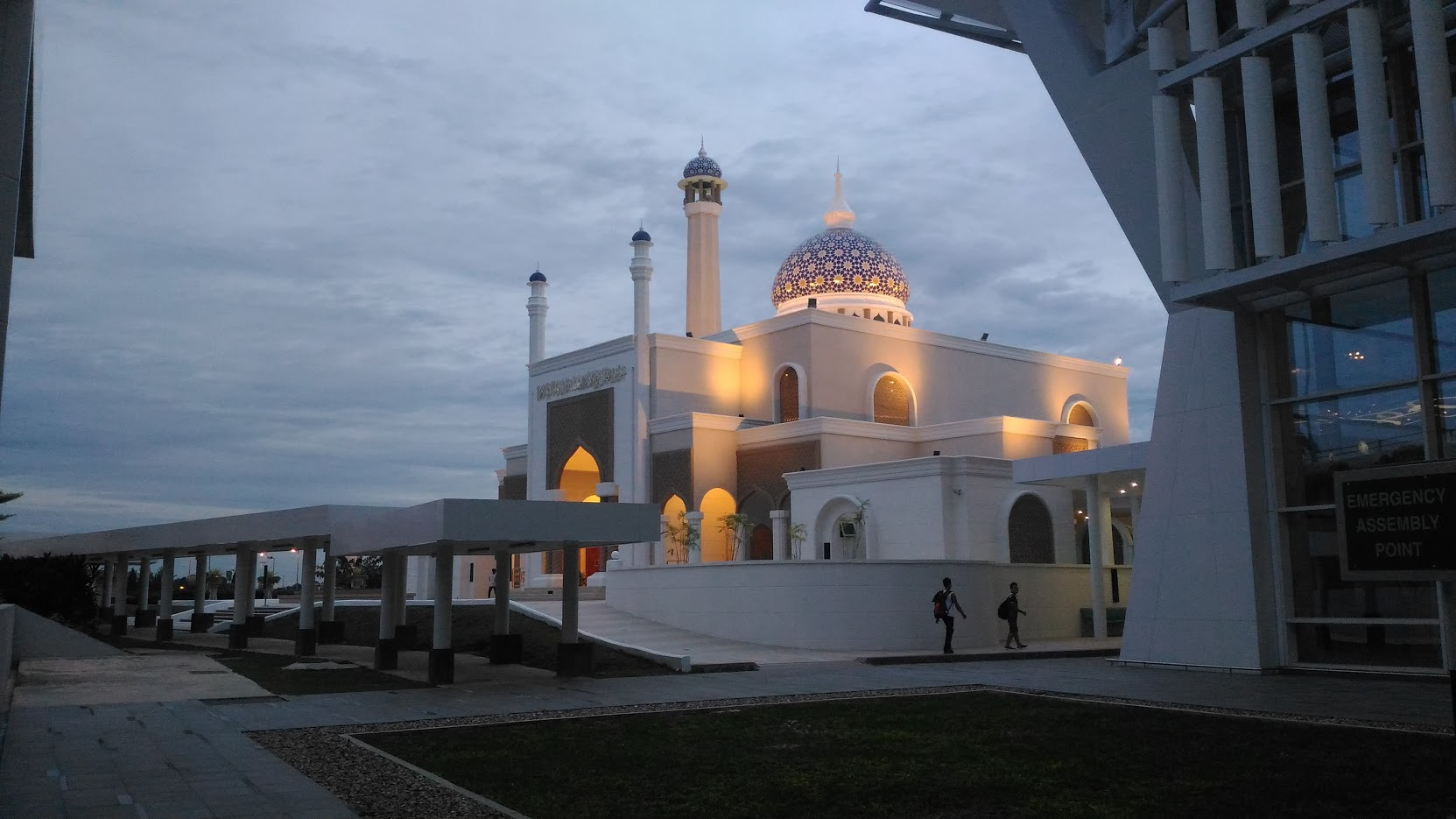
Mesquita aeroporto

Com a xaria em vigor no país, a venda e o consumo público de álcool são proibidos. Os não muçulmanos estão autorizados a trazer em uma quantidade limitada de álcool a partir de seu ponto de embarque no exterior para seu próprio consumo. A taxa de criminalidade é uma das mais baixas do mundo: nos últimos seis anos ocorreram apenas 3 assassinatos, e o tráfico de drogas é punido com pena de morte.

### Esportes
Brunei tem uma ampla variedade de instalações esportivas modernas e sediou os Jogos do Sudeste Asiático de 1999 no Estádio Sultan Hassal Bolkiah. Brunei atua internacionalmente em alguns esportes do sudeste asiático, como voleibol e sepak takraw.
Brunei participou nos anos de 1996, 2000, 2004, 2012 e 2016 dos Jogos Olímpicos, mas o país não ganhou uma única medalha. Em 2012 e 2016, Brunei teve três atletas na competição. Em julho de 2020, a seleção nacional de futebol do Brunei foi classificada em 191º no ranking mundial de futebol.

### Alimentação
O país tem hábitos alimentares bem diferentes aos olhos ocidentais. As frutas mais comuns são a carambola, a banana e a graviola e os pratos são extremamente exóticos, sendo que a grande maioria é derivada da culinária árabe.

### Vestuário
Os hábitos de vestimenta são bastante incomuns aos países ocidentais. As mulheres usam roupas bem estampadas, misturando muitas cores e complementando com o hijab (véu) que é adotado devido as tradições islâmicas do país, onde a mulher é bastante reservada quanto às vestimentas. Os homens por sua vez utilizam roupas em tons mais discretos, sendo o baju (camisa comprida e de mangas longas) e o songkok (chapéu malaio, semelhante ao fez turco) a vestimenta tradicional. Já o serban (turbante) é geralmente usado em ocasiões festivas. É interessante ressaltar que apesar de essas roupas serem “tradicionalistas” não é toda a população do país que utiliza rigorosamente esse tipo de roupa, até porque o país, ainda seja em maior quantidade de origem malaia, possui mais de uma origem.
| Data                                   | Nome em português     | Nome local            | Observações                                                                          |
| -------------------------------------- | --------------------- | --------------------- | ------------------------------------------------------------------------------------ |
| 1 de Janeiro                           | Início do ano novo    |                       | Passagem de ano                                                                      |
| 23 de Fevereiro                        | Dia da independência  |                       | Celebração da independência de Brunei em relação à Grã-Bretanha                      |
| Dia da Ascensão                        | 16 de Maio (2014)     | Israk Mikraj          |                                                                                      |
| Dia das Reais Forças Armadas de Brunei | 31 de Maio            |                       |                                                                                      |
| 18 de Junho (2014)                     | Início do Ramadão     |                       |                                                                                      |
| 15 de Julho                            | Aniversário do Sultão |                       |                                                                                      |
| 18 de Julho (2014)                     | Fim do Ramadão        | Hari Raya Aidil Fitri |                                                                                      |
| 23 de Setembro (2014)                  | Dia do sacrifício     | Hari Raya Aidil Adha  | Comemoração do dia em que Abraão recebeu a ordem de Deus para sacrificar o seu filho |
| 13 de Outubro (2014)                   | Ano novo islâmico     | Al-Hijra              |                                                                                      |